# Juan José Alvarenga
Juan José Alvarenga Merino (5 de marzo de 1793 - pos. 1870) fue un abogado y exmilitar paraguayo, fue el primero en ostentar el título de vicepresidente como "Vicepresidente Interino" (según la Constitución de 1844) desempeñó el cargo en dos ocasiones, ambas por ausencia del presidente Carlos Antonio López.
Nació el 5 de marzo de 1793 en Asunción, se enroló en el ejército joven y participó en las batallas de Paraguarí y Tacuarí y en los sucesivos congresos de la Junta de Asunción, tenía el grado de alférez.
Ya luego de la instauración de la dictadura del Dr. Francia se dedicaría al estudio de la jurisprudencia bajo tutela privada y llegó en 1816 ser Regidor del Cabildo, mantendría una activa participación en este órgano político hasta que el Supremo decidiera suprimirlo en 1824.
Debido a esto optó por permanecer en su residencia en Recoleta sin ejercer su vocación hasta la muerte del Dictador Francia.
El consulado de Alonso y López en 1843 lo nombró por decreto Juez Superior de Apelación que por artículo de la Constitución de 1844, el Juez de Apelaciones sustituía en caso de acefalia, ausencia o fallecimiento al presidente de la República.
El 9 de septiembre de 1847 por decreto se le es delegado el poder ejecutivo por ausencia del Carlos Antonio López en la Asunción, la razón fue por retiro a los pueblos del interior y visitar los cuarteles del sur, Alvarenga estuvo casi un año delegado del poder ejecutivo.
El año siguiente volvió a ser nombrado Vicepresidente Interino el 18 de agosto de 1849 debido a que el presidente acudiría a la urgencia que significaba que Wisner de Morgenstern cruzara el Río Uruguay en la retoma de las misiones jesuíticas.
Pudo sobrevivir a la Guerra de la Triple Alianza y fue activo en los gobiernos sucesivos a López, llegó a ser nombrado Oficial de la Comandancia General de Policía.
Murió en Asunción en la época de la posguerra.